# Arnd Schmitt
Arnd Rüdiger Schmitt (Heidenheim an der Brenz, 13 de julio de 1965) es un deportista alemán que compitió en esgrima, especialista en la modalidad de espada.
Participó en cuatro Juegos Olímpicos de Verano, entre los años 1988 y 2000, obteniendo en total tres medallas: oro y plata en Seúl 1988, en las pruebas individual y por equipos (junto con Elmar Borrmann, Volker Fischer, Thomas Gerull y Alexander Pusch), y oro en Barcelona 1992, en la prueba por equipos (junto con Elmar Borrmann, Robert Felisiak, Uwe Proske y Wladimir Resnitschenko).
Ganó trece medallas en el Campeonato Mundial de Esgrima entre los años 1985 y 1999, y tres medallas en el Campeonato Europeo de Esgrima entre los años 1994 y 1999.

## Palmarés internacional
| Representando a la RFA   |                             |                   |                    |
| Juegos Olímpicos         |                             |                   |                    |
| Año                      | Lugar                       | Medalla           | Prueba             |
| 1988                     | Seúl (Corea del Sur)        | Medalla de oro    | Espada individual  |
| 1988                     | Seúl (Corea del Sur)        | Medalla de plata  | Espada por equipos |
| Campeonato Mundial       |                             |                   |                    |
| Año                      | Lugar                       | Medalla           | Prueba             |
| 1985                     | Barcelona (España)          | Medalla de oro    | Espada por equipos |
| 1986                     | Sofía (Bulgaria)            | Medalla de oro    | Espada por equipos |
| 1987                     | Lausana (Suiza)             | Medalla de plata  | Espada por equipos |
| 1990                     | Lyon (Francia)              | Medalla de bronce | Espada individual  |
| Representando a Alemania |                             |                   |                    |
| Juegos Olímpicos         |                             |                   |                    |
| Año                      | Lugar                       | Medalla           | Prueba             |
| 1992                     | Barcelona (España)          | Medalla de oro    | Espada por equipos |
| Campeonato Mundial       |                             |                   |                    |
| Año                      | Lugar                       | Medalla           | Prueba             |
| 1991                     | Budapest (Hungría)          | Medalla de bronce | Espada por equipos |
| 1993                     | Essen (Alemania)            | Medalla de plata  | Espada individual  |
| 1993                     | Essen (Alemania)            | Medalla de bronce | Espada por equipos |
| 1994                     | Atenas (Grecia)             | Medalla de plata  | Espada por equipos |
| 1994                     | Atenas (Grecia)             | Medalla de bronce | Espada individual  |
| 1995                     | La Haya (Países Bajos)      | Medalla de oro    | Espada por equipos |
| 1997                     | Ciudad del Cabo (Sudáfrica) | Medalla de plata  | Espada por equipos |
| 1999                     | Seúl (Corea del Sur)        | Medalla de oro    | Espada individual  |
| 1999                     | Seúl (Corea del Sur)        | Medalla de plata  | Espada por equipos |
| Campeonato Europeo       |                             |                   |                    |
| Año                      | Lugar                       | Medalla           | Prueba             |
| 1994                     | Cracovia (Polonia)          | Medalla de plata  | Espada individual  |
| 1995                     | Keszthely (Hungría)         | Medalla de oro    | Espada individual  |
| 1999                     | Bolzano (Italia)            | Medalla de bronce | Espada por equipos |